# Africanews
Africanews est une chaîne de télévision panafricaine multilingue d'information internationale en continu. Propriété d'Euronews SA, elle est créée le 4 janvier 2016 et diffuse depuis le 20 avril 2016. Au lancement, son siège se situe provisoirement à Pointe-Noire en République du Congo en attendant de s'installer définitivement à Brazzaville. En 2020, ses bureaux sont transférés à Lyon en France, où se situe le siège de sa société mère.
Elle diffuse en français et en anglais sur télévision hertzienne en clair et en télévision payante. Ses programmes sont également partiellement repris par des chaînes de télévision nationales africaines. La chaîne est disponible auprès 7,3 millions de foyers à travers 33 pays d'Afrique subsaharienne.

## Historique

### 2013: Démarrage du projet
En 2013, Michael Peters, président du directoire d'Euronews SA, lance le projet d'un « média africain indépendant sur le plan politique et sans aucune préférence idéologique ». Il fait appel à Stephen Smith, spécialiste de l'Afrique, et François Chignac, ancien correspondant d'Euronews aux Émirats arabes unis, pour superviser le projet.
En janvier 2014, Euronews SA annonce le projet de création d'une chaîne sœur à la pan-européenne Euronews : Africanews, une chaîne d'information dédiée à l'Afrique subsaharienne. Elle signe une convention d'accueil avec Télé Congo, et quelques mois plus tard, Africanews SASU — filiale à 100 % d'Euronews SA — est fondée.
En février 2015, les équipes francophones et anglophones commencent à être recrutées. En septembre, les installations techniques sont mises en place à Pointe-Noire (République du Congo), siège provisoire de la chaîne, afin d'accueillir dès octobre l'équipe éditoriale. Le 5 novembre, lors du Discop Africa de Johannesburg (Afrique du Sud), Michael Peters dévoile à la presse le concept et la mission d'Africanews, et révèle son logo et son habillage,.
Le choix d'installer le siège en République du Congo est critiqué. La direction d'Africanews indique que le pays est le seul à correspondre au cahier des charges de la chaîne : une position géographique centrale en Afrique, un accès à la fibre optique, la mise à disposition d'un bâtiment et une indépendance éditoriale. Pourtant, sur ce dernier point, le pays n'est classé que 115e sur 180 dans le classement mondial de la liberté de la presse établi par Reporters sans frontières (RSF). En 2015, le président Denis Sassou-Nguesso a fait adopter une nouvelle constitution pour pouvoir exercer un troisième mandat, et lors de l'élection présidentielle de 2016, des journalistes français sont agressés par des policiers en civil, les réseaux de télécommunications sont coupés pendant plusieurs jours et les opposants politiques sont menacés,.

### 2016: Lancement de la chaîne
Le 4 janvier 2016, Africanews lance son site web accessible en français et en anglais. La chaîne emploie alors 85 personnes de 15 nationalités différentes. Le même jour, elle met en ligne l'application Story Hunters qui invite les téléspectateurs et les internautes à générer eux-mêmes du contenu pour la chaîne. Africanews est éditorialement indépendante de sa grande sœur Euronews et a cinq ans pour atteindre l'équilibre financier,.
Peu après le lancement d'Africanews, Euronews SA est accusée d'avoir plagié le nom d'un site web d'actualité de République démocratique du Congo. Le site AfricaNews, qui existe depuis 2005 et revendique 8 millions d'internautes, demande l'arrêt de l'utilisation de cette marque pour éviter la confusion.
Le 20 avril 2016, Africanews commence à émettre peu après 17 h, lors d'un duplex avec le siège d'Euronews à Lyon. La chaîne diffuse en français et en anglais à destination de 7,3 millions de foyers répartis dans 33 pays de l'Afrique subsaharienne grâce aux principaux opérateurs télécoms. Elle est gratuite les 6 premiers mois pour permettre au plus grand nombre de la découvrir. La rédaction compte alors 70 journalistes, dont 30 au siège de Pointe-Noire et 40 correspondants sur le continent,,.

## Identité visuelle

### Habillage et logo
Le 5 novembre 2015, le logo d'Africanews est dévoilé.

Logo d'Africanews.
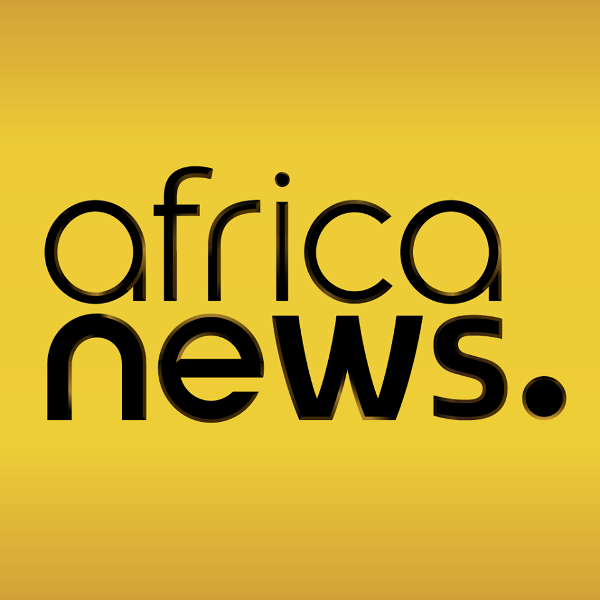
Logo alternatif.

### Slogans
- Depuis le 4 janvier 2016 : « Your voice »[11]

## Organisation

### Dirigeants
Africanews est sous la direction d'Euronews SA, qui est dotée d'une structure de gouvernance « à l'allemande » composée d'un conseil de surveillance et d'un directoire.
- Président du directoire : Michael Peters, depuis le 16 décembre 2011[12].
- Président du conseil de surveillance : Naguib Sawiris : depuis le 15 octobre 2015[13].

### Capital
Africanews est la propriété du groupe audiovisuel Euronews SA. Ce dernier est détenu à 53 % par Media Globe Networks (MGN), propriété de l'homme d'affaires égyptien Naguib Sawiris. Les 47 % restants sont la propriété de 21 groupes audiovisuels publics et 3 collectivités territoriales,.

### Siège
Le siège d'Africanews est installé provisoirement à Pointe-Noire, dans le Sud de la République du Congo, en attendant la fin de la construction du siège à Brazzaville, la capitale du pays,. Le futur siège est un immeuble de grande hauteur de 8 438 m2 conçu par Patriarche & Co. Sa façade doit accueillir un écran qui diffuse la chaîne Africanews,.
En juillet 2020, la rédaction déménage au siège d'Euronews à Lyon afin d'économiser sur ses opérations, suivant l'abandon du plan pour céder Africanews au groupe malgache Sipromad qui était initialement prévu pour août 2019,,.

### Effectifs
En 2016, Africanews employait 85 personnes de 15 nationalités différentes, dont 30 techniciens et 41 journalistes,. La chaîne comptait également 40 correspondants sur le continent.

## Programmes
Africanews diffuse un journal d'information actualisé toutes les demi-heures, présentant un panorama de l'actualité africaine et internationale, ainsi que plusieurs magazines aux thèmes variés.
La chaîne compte plusieurs programmes :

### Grands carrefours de l'info (CET)
- 06H00-11H00 : Daily News Morning
- 11H00-18H00 : Daily News
- 18H00-23H00 : Daily News Prime
- 23H00-06H00 : Daily News Night
- Samedi & dimanche : Daily News Week-end

### Magazines
- The Morning Call : talk-show matinal bilingue faisant le point sur l'actualité, du lundi au vendredi de 6h à 7h ;
- Business Africa : décryptage de l'actualité économique de la semaine, jeudi de 20h15 à 20h27 ;
- International Edition : tour d'horizon des principales informations des sept derniers jours, samedi de 6h à 6h12 ;
- Focus : Reportage approfondi sur un évènement de l'actualité ;
- Football Planet : magazine sur le football africain et européen, lundi de 20h15 à 20h26 ;
- Global Conversation : discussion avec les chefs d'État et les commentateurs ;
- Markets : La Africain bourse, les taux de change et le prix des matières premières ;
- Météo Africa : prévisions météo du continent africain à 29' de chaque heure ;
- Météo World : prévisions météo du monde à 59' de chaque heure ;
- Sci_Tech : dernières innovations du monde de la technologie ;
- This is Culture! : information culturelle africaine et internationale ;
- Timeout Africa : Calendrier des événements sur continent africain.

L'émission emblématique d'Euronews, No Comment, qui présente des vidéos d'actualité sans montage et sans commentaires, connait une déclinaison africaine.

## Diffusion
Africanews utilise plusieurs moyens pour transmettre ses programmes dans le monde : les réseaux hertziens, le satellite, le câble, le streaming sur PC et mobile et la télévision IP. Elle est également partiellement reprise par des chaines de télévision étrangères.
La chaîne est accessible auprès de 7,3 millions de foyers à travers 33 pays d'Afrique subsaharienne : Afrique du Sud, Bénin, Burkina Faso, Burundi, Cameroun, Centrafrique, République du Congo, République démocratique du Congo, Côte d'Ivoire, Djibouti, Gabon, Gambie, Ghana, Guinée, Guinée-Bissau, Guinée équatoriale, Kenya, Liberia, Madagascar, Mali, Maurice, Mauritanie, Mozambique, Niger, Nigeria, Ouganda, Rwanda, Sao Tomé-et-Principe, Sénégal, Sierra Leone, Tanzanie, Tchad, Togo.

### Hertzien
Africanews est diffusée sur la télévision numérique terrestre (TNT) de 12 pays.
Elle est disponible en anglais via Startimes au Burundi, en Centrafrique, en Côte d'Ivoire, en Guinée, au Kenya, à Madagascar, au Mozambique, au Nigeria, en Ouganda, en République Démocratique du Congo, au Rwanda et en Tanzanie. Elle est également accessible en français à Madagascar sur Blue Line et à Pointe-Noire au Congo-Brazzaville sur EasyTV (Canal+ Afrique).

### Satellite
Africanews est diffusée en cryptée sur satellite en français et/ou en anglais dans les bouquets Canal+ Afrique, Startimes et Zuku TV.

### Câble
Africanews est diffusée en anglais sur le réseau câblé de Zuku TV.

### Internet
Africanews est diffusée sur Internet en streaming sur PC. Elle est également visible sur la télévision IP sur Suburban au Nigeria.

### Autres moyens de diffusion
Africanews est reprise partiellement par plusieurs chaînes nationales africaines, comme Canal 2 International au Cameroun, MBC à Maurice, Ouest-TV au Sénégal et RTA à Madagascar.

### Langues de diffusion
Africanews est diffusée simultanément en deux langues :
- français depuis le 4 janvier 2016 ;
- anglais depuis le 4 janvier 2016.

D'autres langues sont prévues comme le swahili, le yoruba et le portugais,, mais aussi l'arabe et l'espagnol.